# Richard Crashaw
Richard Crashaw (Londra, 1612 – Loreto, 25 agosto 1649) è stato un poeta inglese.

## Biografia

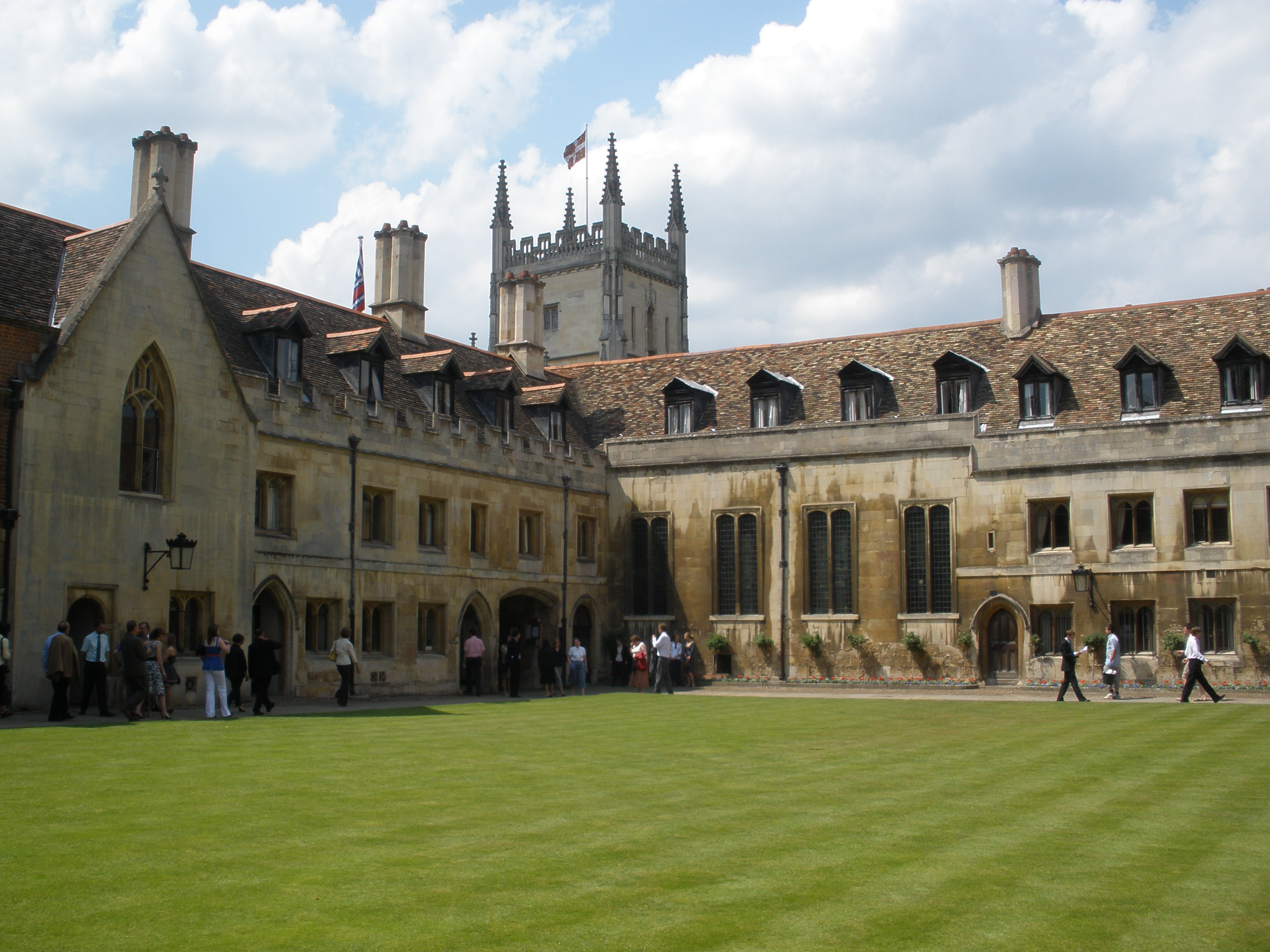
Il Pembroke College, a Cambridge, dove studiò Richard Crashaw

### Vita
Figlio del pastore puritano William Crashaw (1572-1626), intorno al 1642 si convertì al cattolicesimo.
Sin da giovane, contrariamente al padre, si mostrò attratto dal culto cattolico e dagli inni dei Gesuiti, che tradusse dal latino.
Dopo aver frequentato le scuole ordinarie di Charterhouse, nel luglio del 1631 venne ammesso al Pembroke College di Cambridge.
Durante gli anni di studi presso il prestigioso centro scolastico, Crashaw pubblicò il suo primi libro intitolato Epigrammatum sacrorum liber (1634), un volume di versi latini.
Durante i bui anni di guerra civile inglese, dopo il fiorire dei puritani di Oliver Cromwell, trovò rifugio dapprima a Leida, poi a Parigi, dove si convertì al cattolicesimo, ed infine a Roma, presso il Venerabile Collegio Inglese, dove si mise al servizio per conto del cardinale Pallotta, aiutato dalla regina esule Enrichetta Maria di Inghilterra.
Dopo qualche incomprensione e dissidio con alcune frange della nobiltà romana, Crashaw venne trasferito a Loreto nel 1649, luogo dove perse la vita lo stesso anno.

### Opere e stile
Se già durante gli studi oxfordiani Crashaw, con le sue quartine Epigrammata Sacra (1634), influenzate da vari passi del Vangelo, evidenziò pregevoli abilità da poeta in latino, con il passare degli anni sviluppò una coloritura personale all'elemento metafisico della sua lirica.
Una delle sue raccolte più riuscite, intitolata Steps to the Temple. Sacred Poems, With other Delights of the Muses ("Gradini al tempio. Poemi sacri, con altri diletti delle Muse") (1646), comprese un inno a Santa Teresa d'Ávila, oltre ad una libera traduzione, variata ed ampliata del Sospetto d'Erode di Giovan Battista Marino. Non solo lo stile del Marino, ma anche la passione dei mistici spagnoli influenzarono i caratteri della poesia di Crashaw.
The Tear ("La lacrima") e The Weeper ("La piangente") si contraddistinsero per la miscela di slanci religiosi e di immagini concettuose.
L'alta devozione provata da Crashaw nei riguardi di Santa Teresa trovò il suo culmine il The Flaming Heart ("Il cuore fiammeggiante"), considerato uno dei poemi religiosi più appassionati della letteratura inglese, e prima ancora in un Inno dedicato a lei in una fase precedente alla conversione cattolica.
Anche il volume postumo Carmen Deo nostro (1652, fu incentrato su tematiche spirituali, caratterizzate da una sensibilità barocca.
Tra le opere laiche, i Delight of the Muses ("I piaceri delle muse") mostrarono il virtuosismo musicale e la ricerca linguistica di Crashaw.
Crashaw seguì nella metrica i modelli tradizionali, tranne che nell'opera Whishes, to his supposed mistress, in cui utilizzò schemi più peculiari, anche se parzialmente ispirati da Ben Jonson.

## Opere principali
- 1634: Epigrammatum Sacrorum Liber;
- 1646: Steps to the Temple. Sacred Poems, With other Delights of the Muses;
- 1648: Steps to the Temple. Sacred Poems, With The Delights of the Muses, seconda edizione ampliata;
- 1652: Carmen Deo Nostro;
- 1653: A Letter from Mr. Crashaw to the Countess of Denbigh Against Irresolution and Delay in matters of Religion, postumo;
- 1670: Richardi Crashawi Poemata et Epigrammata, postumo;

### Edizioni moderne
- The Complete Works of Richard Crashaw, a cura di Alexander B. Grosart, 2 volumi 1872-1873;
- The Poems, English, Latin, and Greek, of Richard Crashaw, a cura di L. C. Martin, 1927;
- The Complete Poetry of Richard Crashaw, a cura di George Walton Williams, 1970.